# St. Georg (Bensheim)
Die Pfarrkirche St. Georg ist die älteste von vier römisch-katholischen Gemeinde-Kirchen im Gebiet der Stadt Bensheim in Hessen.

## St. Georg als Moller-Kirche

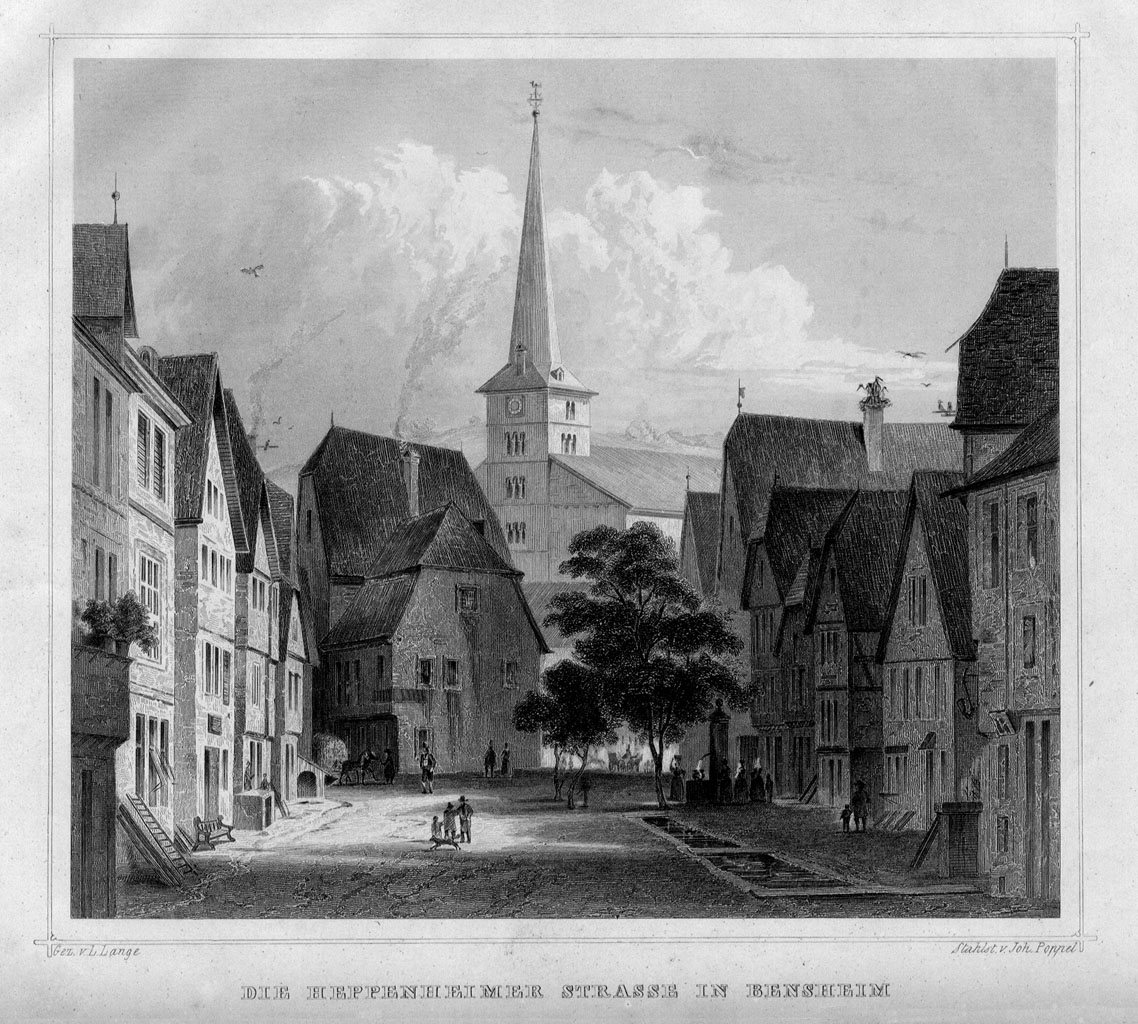
Stadtkirche im Jahr 1849 (Stahlstich von Ludwig Lange)

Im Jahr 1826 wurde die baufällige Stadtpfarrkirche St. Georg (mit ältesten Bauteilen aus dem 12. Jahrhundert) bis auf den Kirchturm abgerissen, und der großherzoglich hessische Hofbaudirektor Georg Moller plante eine Kirche im klassizistischen Stil, in die er den alten Kirchturm integrierte. Diese „Moller-Kirche“ wurde 1830 eingeweiht; Pfarrer zur Bauzeit war Franz Joseph Herold.
Am 26. März 1945 wurde diese Kirche bei einem Luftangriff durch Brandbomben bis auf wenige Mauerreste zerstört. Der aus dem Mittelalter stammende Westturm war noch weitgehend erhalten, wurde aber nach den Wiederaufbauplänen des Mainzer Architekten Hugo Becker (Sohn des Dombaumeisters Ludwig Becker) abgebrochen. Der Wiederaufbau begann bereits 1949 in zwei Bauabschnitten, die sich weitgehend an der ursprünglichen Moller-Kirche orientierten. Am 13. August 1950 wurden der Altarraum und das Kirchenschiff mit den beiden östlichen Türmen geweiht. 1952–1953 folgten dann im zweiten Bauabschnitt die beiden Westtürme, die Moller schon in seinem ersten Plan vorgesehen hatte. Am 4. Oktober 1953 war die Kirche dann vollständig wiederhergestellt. 1963 konnte die farbliche Gestaltung im Innern in Annäherung an die klassizistische Moller-Kirche vollendet werden. Die Kassettendecke war ursprünglich von Moller farblich grün gestaltet; heute ist ihr Farbton rot. Im gleichen Jahr wurde eine Orgel von Johannes Klais Orgelbau installiert, die 2011 restauriert wurde.

## Bauliche Ursprünge
„Chroniken, Stiche und Bilder bezeugen, dass es sicher seit dem 8. Jahrhundert in Bensheim eine christliche Gemeinde mit eigenem Gotteshaus gegeben hat.“ „Die Stadt Bensheim ist [...] ein alter Ort, der schon im Jahr 765 namentlich in Urkunden vorkommt (Codex Laureshamensis No 231 ff.)“. Wie Dahl 1818 schrieb, erhielt das Kloster Lorsch im Jahr 818 eine Kirche in Bensheim geschenkt, die wahrscheinlich die Stadtpfarrkirche zum heiligen Georg ist. Sie stehe „ziemlich hoch, ist übrigens sehr alt, nicht groß, ziemlich baufällig, und außer ihrem hohen Turm, von gar keinerm Ansehen.“

## Bedeutung des Bauwerks
Für die Stadt Bensheim ist die St.-Georgs-Kirche von zentraler städtebaulicher und historischer Bedeutung. In Südhessen ist sie zusammen mit der Darmstädter Ludwigskirche beispielhaft für den Klassizismus der ersten Hälfte des 19. Jahrhunderts sowie für die erste Wiederaufbauphase nach dem Zweiten Weltkrieg. Diese Kombination macht die St.-Georgs-Kirche über die Region Bergstraße hinaus einzigartig.

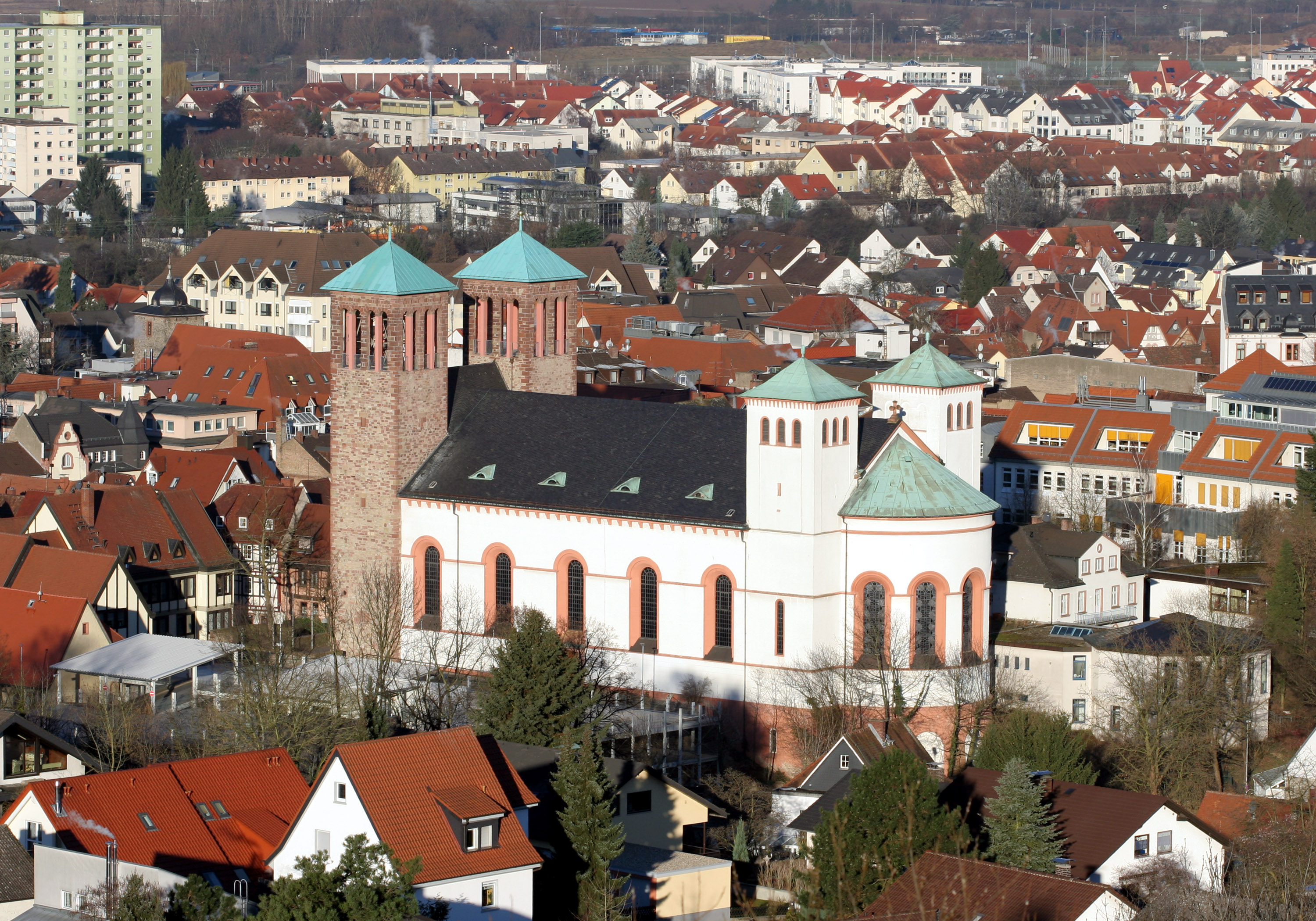
St. Georg
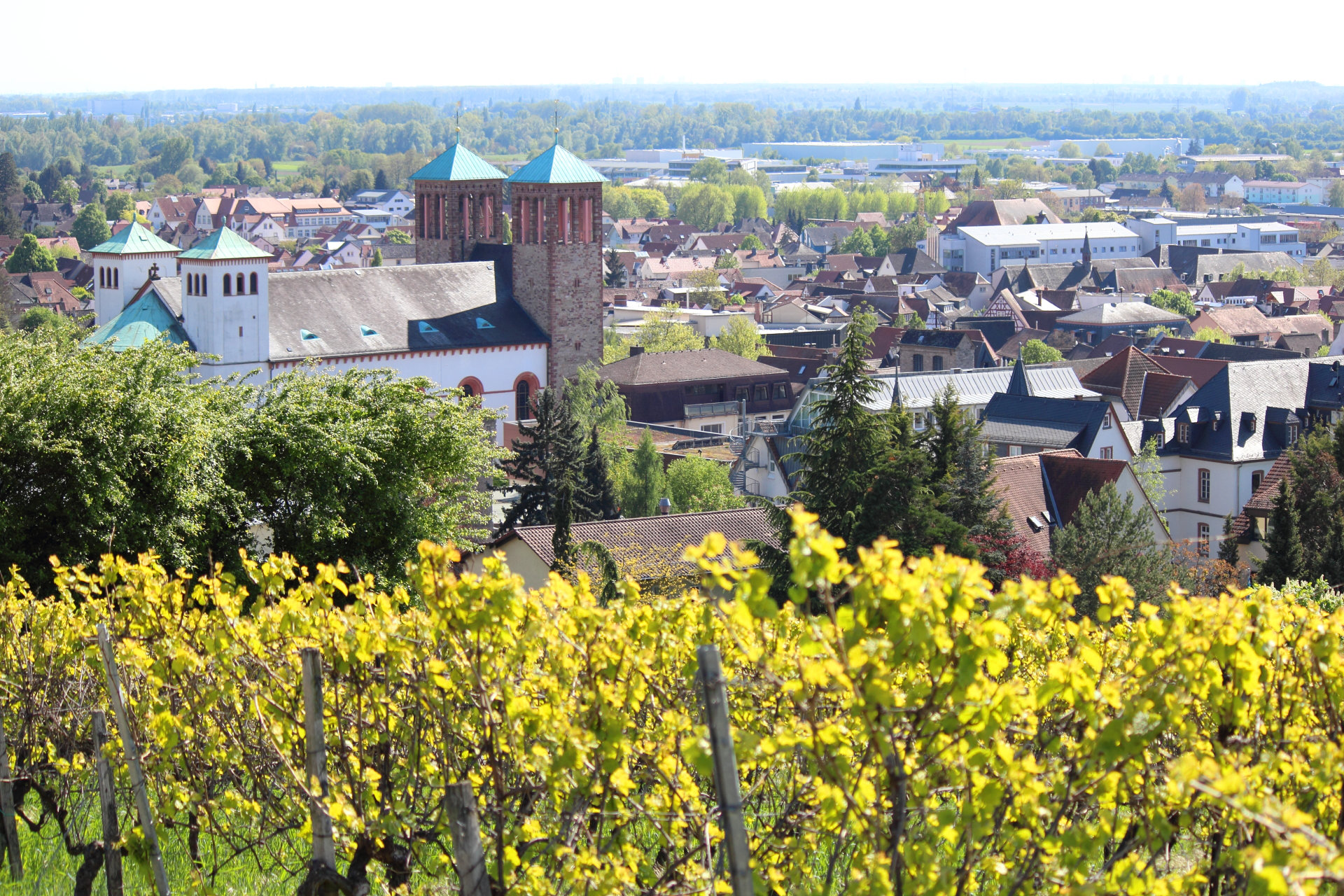
St. Georg aus Sicht des Kirchbergs
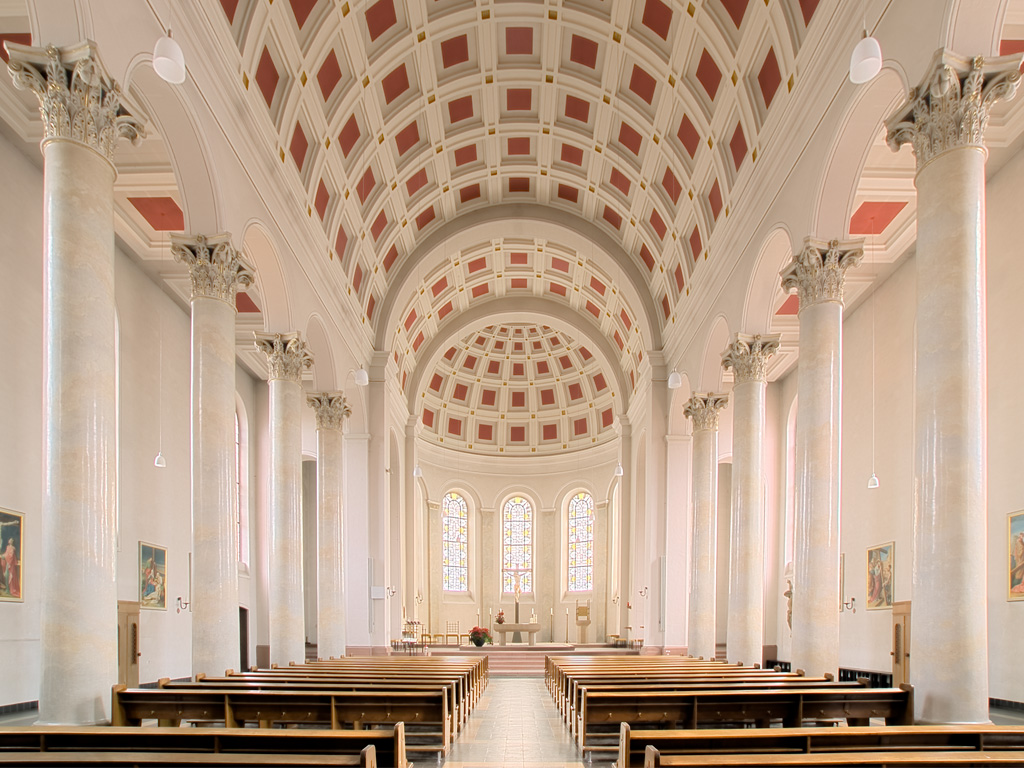
St. Georg, Innenansicht
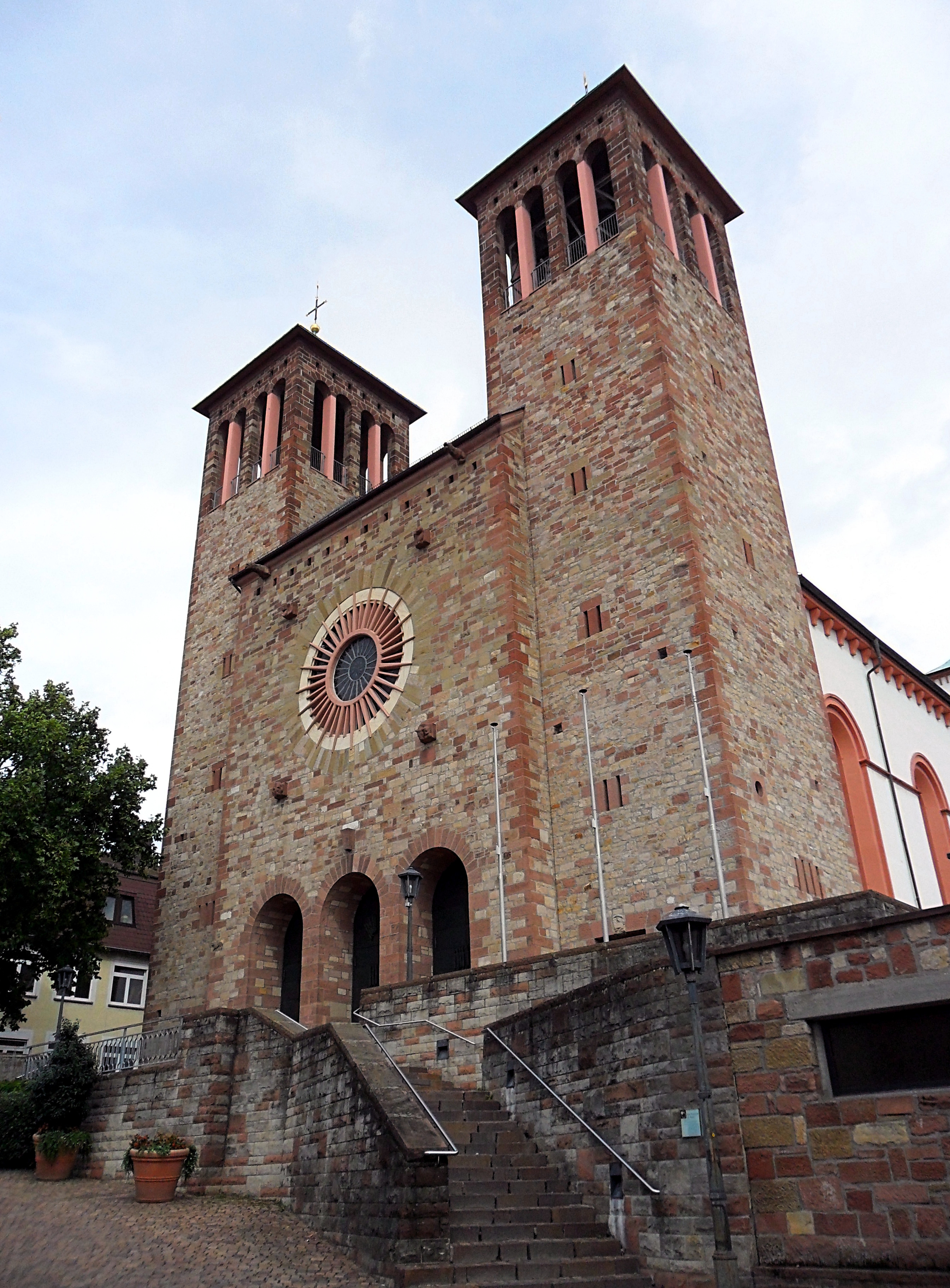
St. Georg, Hauptportal, Treppenzugang
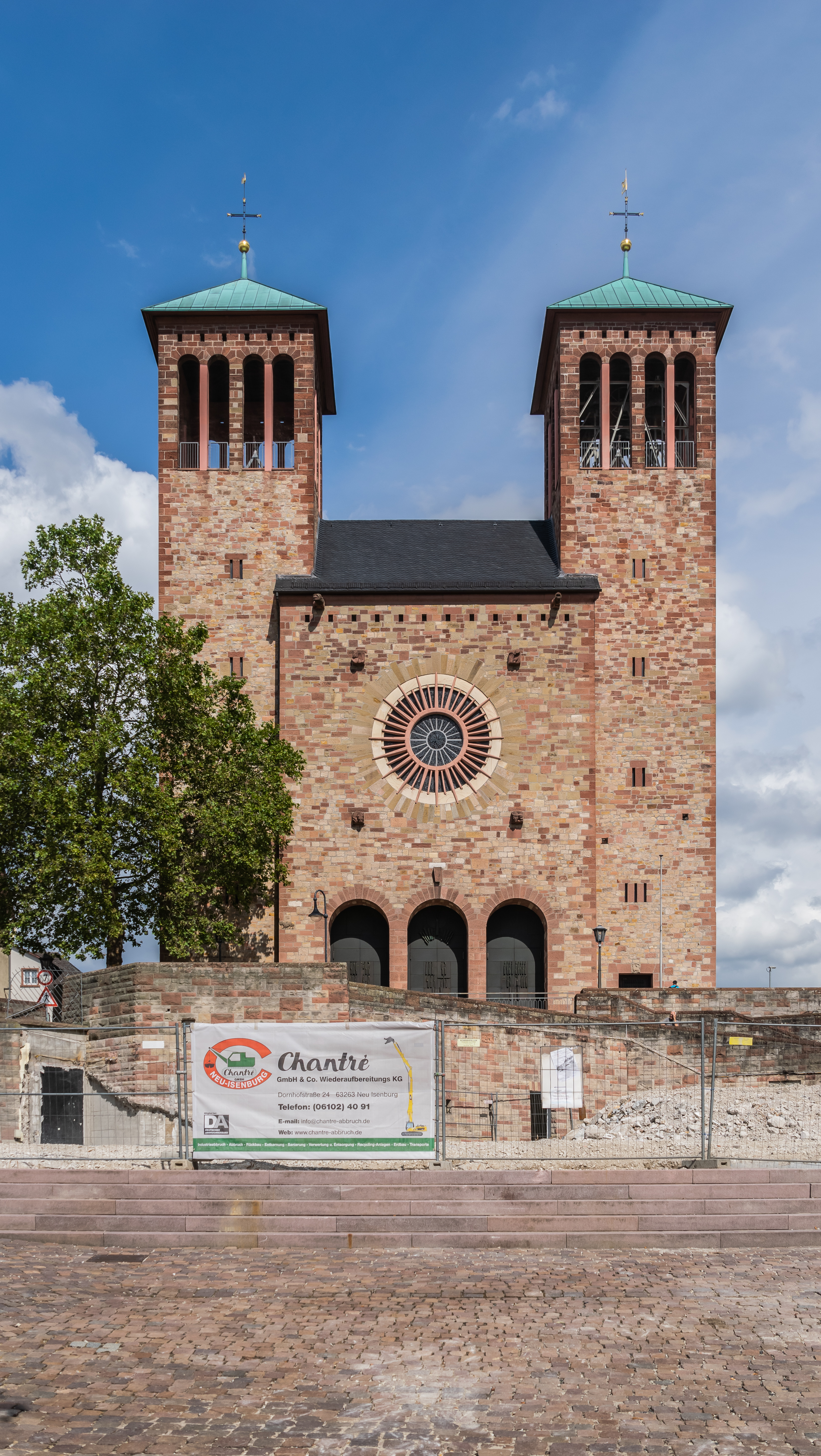
St. Georg, Hauptportal, Westseite

## Orgel
Die Orgel von St. Georg wurde als Opus 1247 durch Johannes Klais (Bonn) 1963 auf der Empore neu erbaut. Das Schleifladen-Instrument hat 41 Register auf drei Manualen und Pedal. Die Spieltraktur ist mechanisch, die Registertraktur ist elektrisch.
| I Rückpositiv C–g3 |                   |       |
| 1.                 | Holzgedackt       | 8′    |
| 2.                 | Quintade          | 8′    |
| 3.                 | Praestant         | 4′    |
| 4.                 | Blockflöte        | 4′    |
| 5.                 | Prinzipal         | 2′    |
| 6.                 | Larigot           | 1 ⁄3′ |
| 7.                 | Scharf IV         | 1′    |
| 8.                 | Cornett IV (ab g) | 4′    |
| 9.                 | Krummhorn         | 8′    |
|                    | Tremulant         |       |

| II Hauptwerk C–g3 |               |       |
| 10.               | Gedacktpommer | 16′   |
| 11.               | Prinzipal     | 8′    |
| 12.               | Gemshorn      | 8′    |
| 13.               | Oktave        | 4′    |
| 14.               | Rohrflöte     | 4′    |
| 15.               | Superoktave   | 2′    |
| 16.               | Mixtur IV-VI  | 1 ⁄3′ |
| 17.               | Cymbel III    | 1⁄3′  |
| 18.               | Trompete      | 8′    |
| 19.               | Feldtrompete  | 4′    |

| III Schwellwerk C–g3 |              |        |
| 20.                  | Holzflöte    | 8′     |
| 21.                  | Gamba        | 8′     |
| 22.                  | Schwebung    | 8'     |
| 23.                  | Prinzipal    | 4′     |
| 24.                  | Holztraverse | 4′     |
| 25.                  | Nasard       | 2 ⁄3′  |
| 26.                  | Waldflöte    | 2′     |
| 27.                  | Terz         | 1 3⁄5′ |
| 28.                  | Acuta IV-V   | 1'     |
| 29.                  | Dulzian      | 16′    |
| 30.                  | Hautbois     | 8′     |
|                      | Tremulant    |        |

| Pedal C–f1 |                |       |
| 31.        | Untersatz      | 32'   |
| 32.        | Prinzipal      | 16′   |
| 33.        | Subbaß         | 16′   |
| 34.        | Oktave         | 8′    |
| 35.        | Rohrgedackt    | 8′    |
| 36.        | Superoktave    | 4′    |
| 37.        | Koppelflöte    | 4′    |
| 38.        | Nachthorn      | 2′    |
| 39.        | Rauschwerk III | 2 ⁄3′ |
| 40.        | Hintersatz IV  | 2′    |
| 41.        | Posaune        | 16′   |
| 42.        | Trompete       | 8′    |

- Koppeln:  I/II, III/II, III/I, I/P, II/P, II/P, III/P 4'
- Spielhilfen: 3 freie Kombinationen, 1 freie Pedalkombination, Tutti, Zungeneinzelabsteller, Setzeranlage, Turmglockenspiel vom RP aus spielbar